# Барнет, Хорас
Хо́рас Ха́ттон Ба́рнет (англ. Horace Hutton Barnet; 6 марта 1856 — 29 марта 1941) — английский офицер и футболист. Выступал за футбольные клубы «Ройал Энджинирс» и «Коринтиан», а также за национальную сборную Англии.

## Биография
Родился 6 марта 1856 в Кенсингтоне, который на тот момент был частью графства Мидлсекс. Его отец был торговцем Ост-Индской компании. Хорас окончил Рагби-колледж. К 1891 году женился на Цейлоне на местной женщине, но к 1911 году стал вдовцом.

## Военная карьера
Служил в Корпусе королевских инженеров. Был лейтенантом, капитаном, в начале 1900-х годов вышел на пенсию в звании полковника. Во время Первой мировой войны был вновь призван на службу.

## Футбольная карьера
С 1873 года выступал за футбольный клуб «Ройал Энджинирс». В сезоне 1877/78 помог команде дойти до финала Кубка Англии, в котором «инженеры» проиграли клубу «Уондерерс».
Также выступал за клуб «Коринтиан».
18 февраля 1882 года провёл свой единственный матч за национальную сборную Англии: это была игра против сборной Ирландии. В той игре сборная Англии одержала самую крупную победу в своей истории, разгромив ирландцев со счётом 13:0. В матче было забито два хет-трика, их авторами стали Говард Вотон (забивший пять голов) и Артур Браун (забивший четыре гола).

## Спортивные достижения
«Ройял Энджинирс»
- Финалист Кубка Англии: 1878